# Luboten (gmina Sztip)
Luboten (mac. Љуботен) – wieś w środkowej Macedonii Północnej, w gminie Sztip.
Według spisu ludności z 2021 roku w miejscowości zamieszkiwały 24 osoby, w tym 20 Macedończyków.

## Galeria

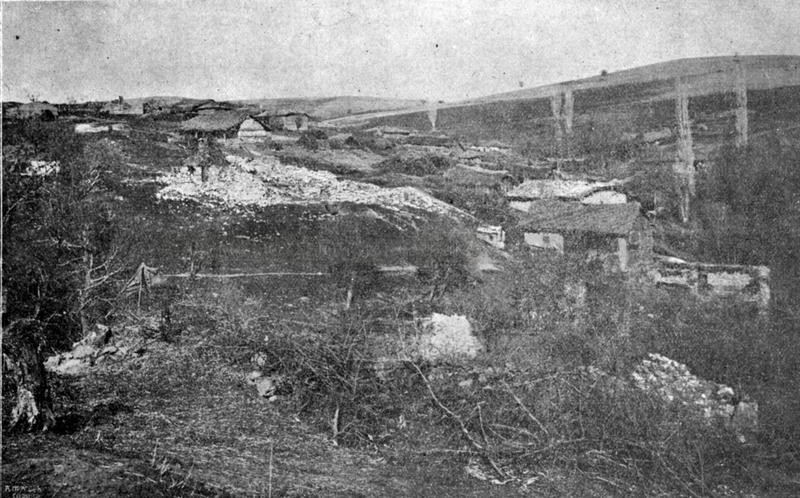
Luboten około 1913 roku
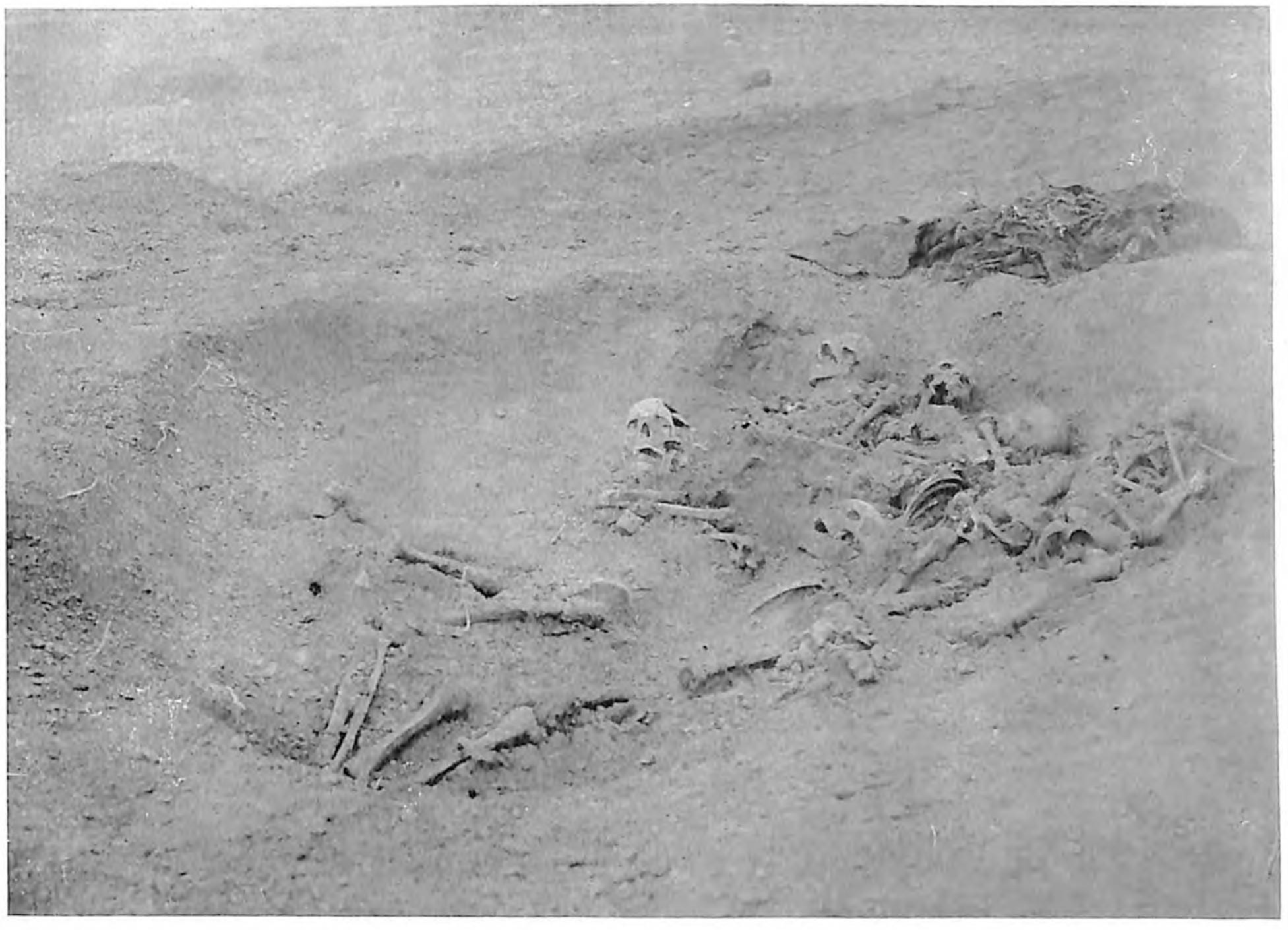
Szczątki chorych serbskich żołnierzy zabranych ze szpitala w Sztipie i rozstrzelanych przez armię bułgarską pod Lubotenem
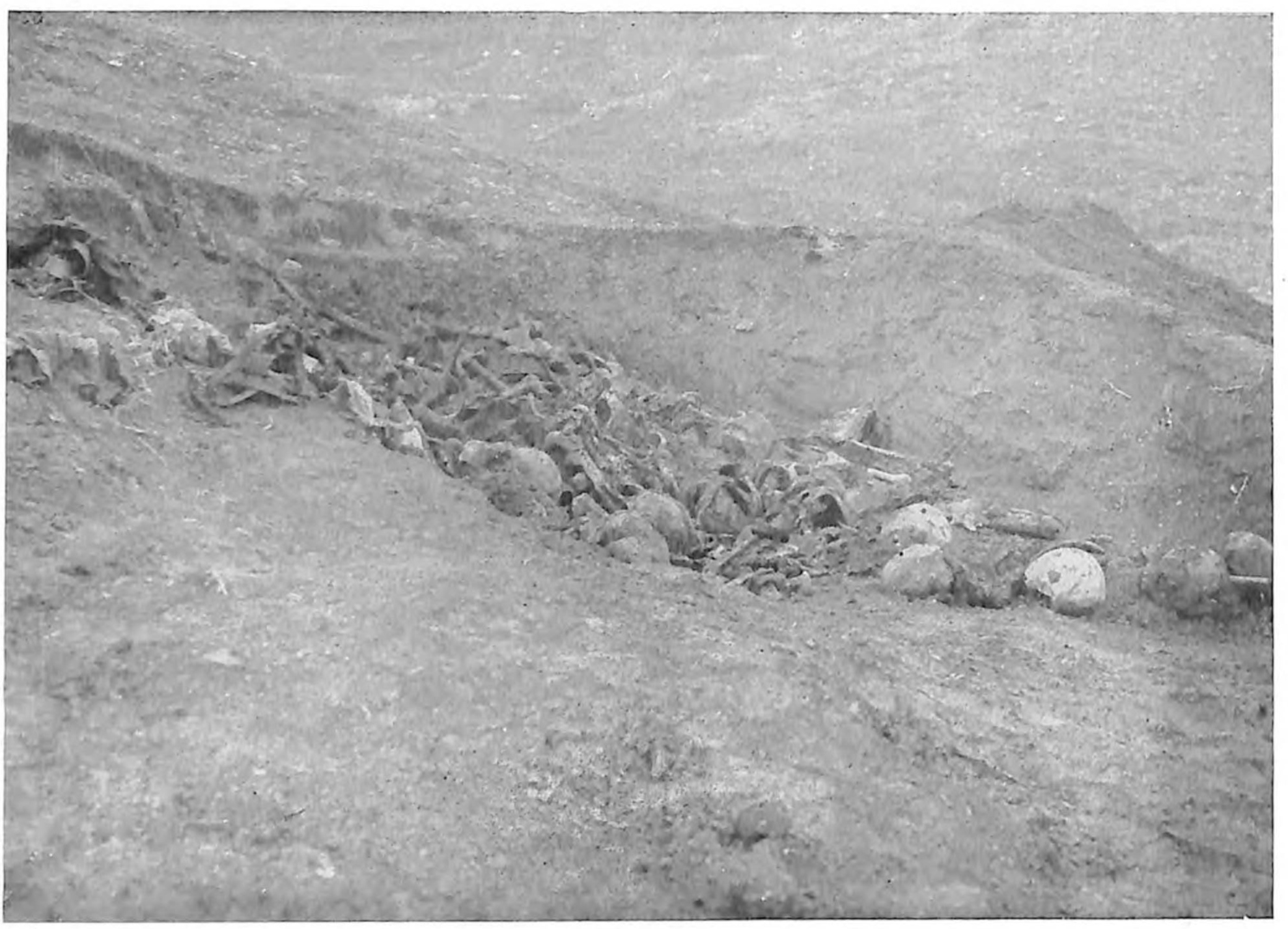
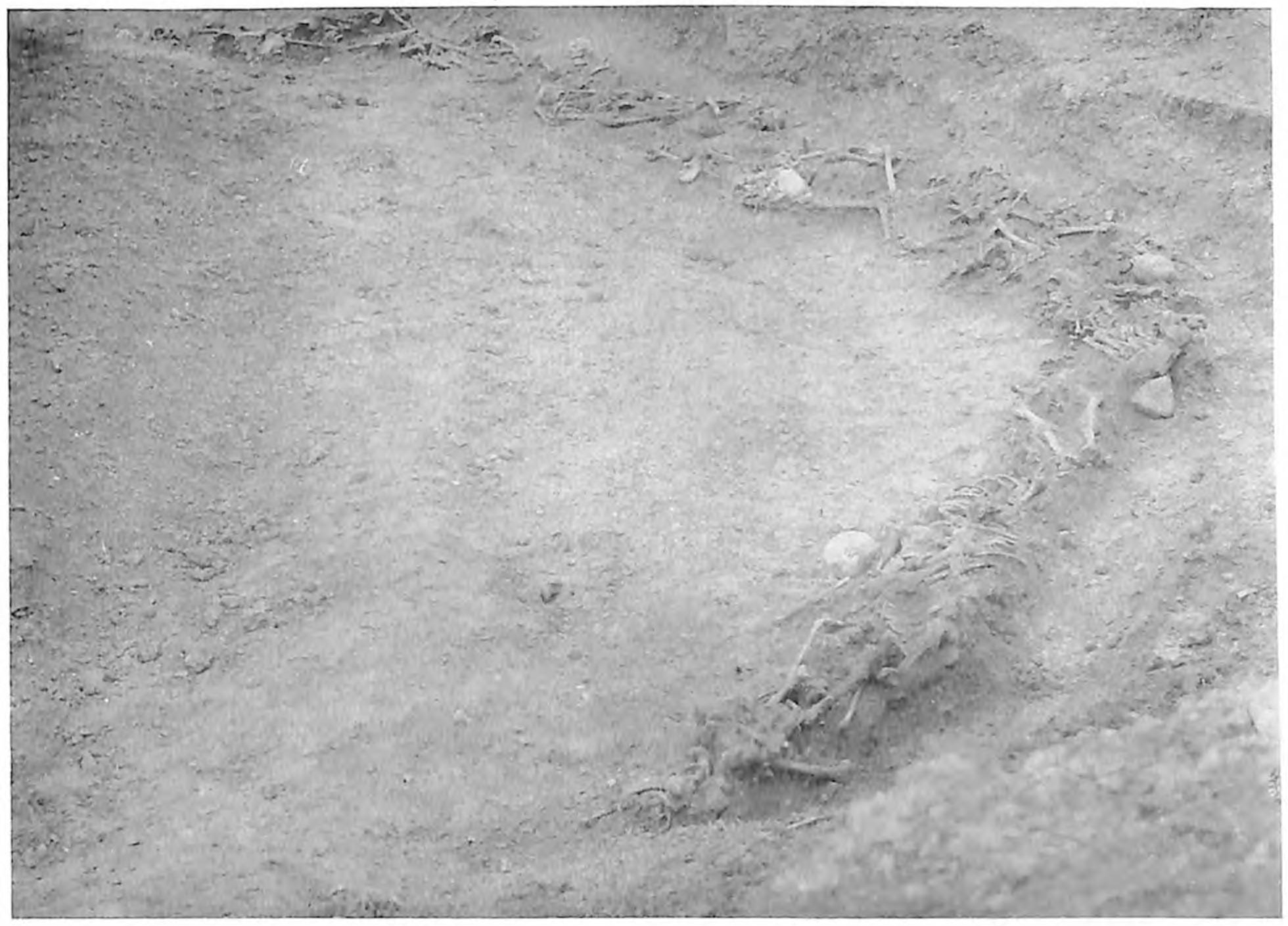
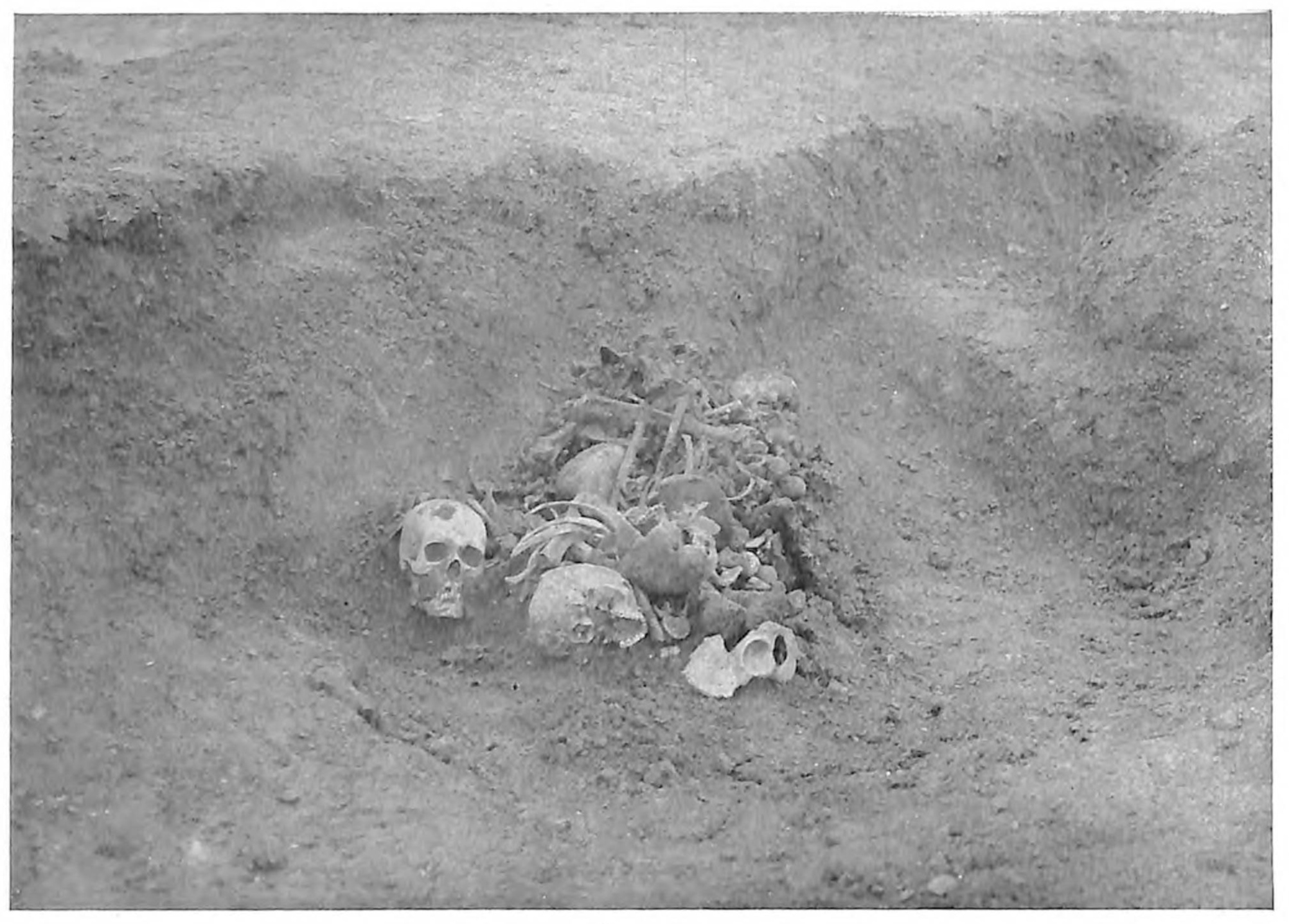
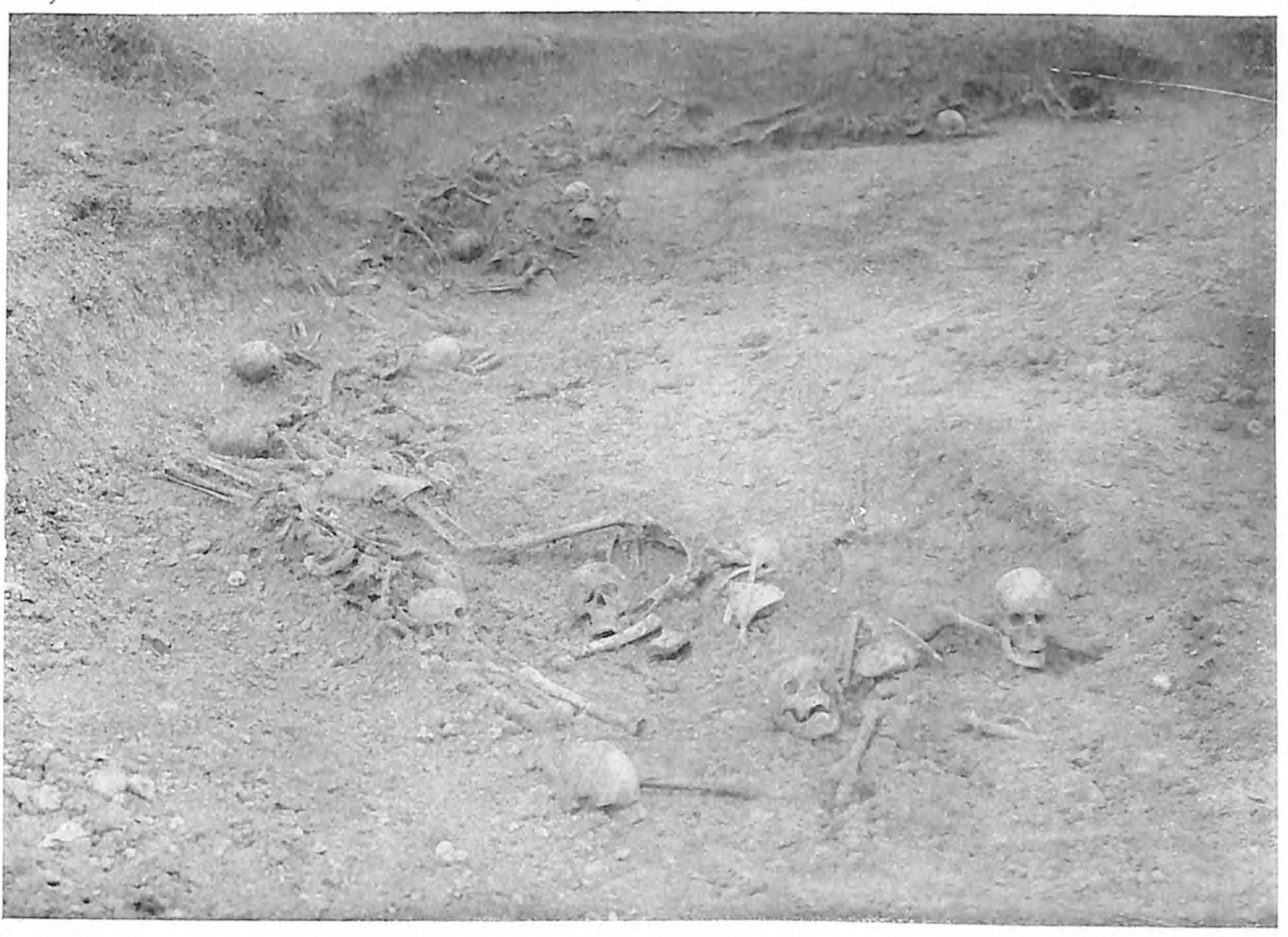
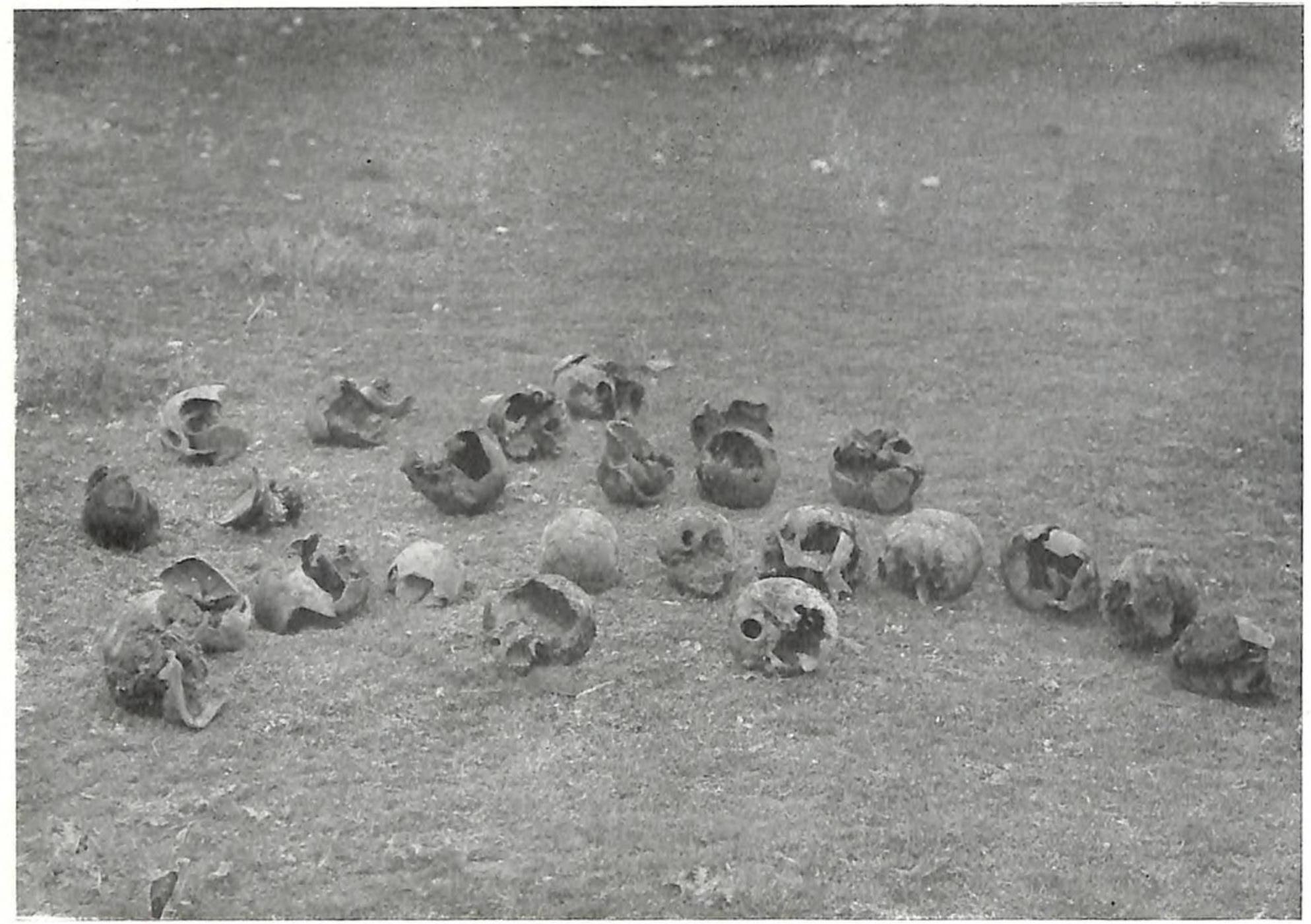